# Girart de Fraite
Girart de Fraite est un personnage légendaire dans la chanson de geste Aspremont et dans les Reali di Francia. Il est comte de Barcelone, comte de Gascogne, comte d'Auvergne et comte de Provence. Il est partiellement fondé sur le personnage historique de Gérard II de Paris.